# Hongqiao (köpinghuvudort i Kina, Zhejiang Sheng, lat 28,22, long 121,03)
Hongqiao (kinesiska: 虹桥, 虹桥镇) är en köpinghuvudort i Kina. Den ligger i provinsen Zhejiang, i den östra delen av landet, omkring 240 kilometer söder om provinshuvudstaden Hangzhou. Antalet invånare är 156 717. Befolkningen består av 75 941 kvinnor och 80 776 män. Barn under 15 år utgör 15,0 %, vuxna 15-64 år 78 %, och äldre över 65 år 5,0 %.
Hongqiao är det största samhället i trakten. Trakten runt Hongqiao består till största delen av jordbruksmark.
Genomsnittlig årsnederbörd är 2 023 millimeter. Den regnigaste månaden är juni, med i genomsnitt 334 mm nederbörd, och den torraste är januari, med 74 mm nederbörd.